# Rime (jeu vidéo)
Pour les articles homonymes, voir Rime (homonymie).
Rime (stylisé RiME) est un jeu vidéo de type action-aventure/réflexion développé par Tequila Works sur PlayStation 4, Xbox One, Windows et Nintendo Switch. Le jeu est publié le 26 mai 2017 à l'exception de la Nintendo Switch sur laquelle le jeu sort le 17 novembre 2017.

## Trame
L'histoire commence après une tempête en mer : un garçon (le héros) se réveille sur la plage d'une île luxuriante sur laquelle on suppose qu'il a échoué. Il aperçoit des ruines étranges qui parsèment l'île, ainsi qu'un homme mystérieux en cape rouge, qu'on suivra sans pouvoir l'atteindre. Pendant son exploration, le garçon découvre qu'il peut interagir avec divers objets du jeu à l'aide de sa voix, et il devient ami avec un renard magique qui va lui servir de guide tout le long du jeu. L'objectif semble être une grande tour avec une grande ouverture à son sommet en forme de serrure, comme si la clé des mystères se trouvait là-haut.
Une fois atteinte, la tour lui permet d'accéder à d'autres zones qui ont des atmosphères différentes. Tout d'abord, une île désertique avec un oiseau en colère qui l'empêche de progresser. Il y rencontrera pour la première fois les ombres, qui semblent avoir peur de lui. Une fois l'oiseau battu en déclenchant des orages, le garçon peut retourner dans la tour et monter d'un étage. Il arrive ensuite dans une sorte de ville abandonnée avec des robots détruits ou abîmés. Ici les ombres commenceront à être hostiles. Le héros reconstruira un robot qui réveillera tous ceux qui étaient endormis. Aidé de ses nouveaux amis en plus du renard, le garçon retourne dans la tour et monte à l'étage suivant. Il arrive sous une pluie nocturne dans une sorte d'île forteresse. Il s'agit en fait d'une nécropole remplie d'ombres qui ne sont plus hostiles. Les alliés du garçon se sacrifieront un à un pour l'aider à atteindre le phare au centre. Une fois le dernier allié mort, le garçon devient lui-même une ombre et grimpe sur le phare pour en dévoiler la lumière.
Entre chaque zone, le garçon revit la scène du naufrage qui l'a amené sur l'île à la tour, mais avec des détails supplémentaires à chaque fois. Après le phare de la nécropole, on comprend que le garçon vêtu d'une cape rouge était sur un bateau avec son père, une vague le fait basculer, son père l’attrape pour l'empêcher de tomber à la mer, mais une autre vague l'emporte, laissant un morceau de cape dans la main du père, ce morceau de tissu qui sert de petite cape au héros durant le jeu.
On comprend alors que le héros et son père viennent de traverser les 5 phases du deuil (comme l'explicite le nom des chapitres) : le déni (île pleine de vie), la colère (l'oiseau et l'orage), le marchandage (se faire plein d'amis pour pallier le manque), la dépression et enfin l'acceptation. Le garçon arrive au sommet de la tour où des ombres plongent dans le ciel. Il décide de les suivre. On retrouve son père que l'on joue dans la scène finale. Celui-ci est chez lui dans la vraie vie, la clé de la chambre de son fils à la main. Il se décide à ouvrir la porte et observe les possessions de son fils mort lors de la tempête. On y retrouve tous les objets collectés pendant l'aventure du fils. On se rend compte que le renard guide était la peluche de l'enfant. Le père aperçoit le fantôme du fils sur le lit, ils s'enlacent une dernière fois puis le fantôme disparaît. Son étoffe rouge reste dans la main du père qui s'accoude à la fenêtre. Ce dernier accepte à son tour et la lâche au vent, laissant partir son fils et terminant son deuil.
On peut trouver lors de l'exploration 8 trous de serrures qui nous font découvrir d'autres éléments de l'histoire sous la forme d'un conte visuel mettant en scène la famille sous la forme d'un roi, d'une reine et de leur enfant. On comprend que si le père fait le deuil de son fils, le fils fait, lui, le deuil de sa mère. On peut retrouver sur l'île luxuriante du début une pierre tombale devant laquelle le garçon pleurera. Elle est au fond de la fontaine à la clé. Une fois remplie, il faut plonger dans l'eau et ressortir par une ouverture au fond.

## Système de jeu
Rime est un jeu d'action-aventure et de réflexion en vue à la troisième personne.

## Développement
Rime est développé par le studio espagnol Tequila Works, qui est fondé en 2009. La conception du jeu débute au cours de l'élaboration de Deadlight.
La première version du trailer du jeu est dévoilée en août 2013, dans la section jeux vidéo indépendants de la conférence de presse de Sony, lors de la Gamescom. Il montre un jeu d'aventure en vue à la troisième personne avec des graphismes en cel-shading. Le gameplay du trailer et ses graphismes ont suscité des comparaisons envers des jeux réalisés par la Team Ico, ainsi que Journey par Thatgamecompany et The Legend of Zelda: The Wind Waker. Le trailer reçoit un retour positif de la part des journalistes. Le directeur de la création Raúl Rubio révèle que le jeu fait également référence à des films comme Princesse Mononoké, Le Voyage de Chihiro et Jason et les Argonautes ainsi que des œuvres d'art de Joaquín Sorolla, Salvador Dalí et Giorgio De Chirico.
Le jeu était conçu à l'origine pour être un puzzle game sur une île en monde ouvert. Il sera finalement un jeu d'aventure chapitré. Si des énigmes émaillent la progression, le jeu s'applique surtout à raconter l'histoire par son environnement et sa musique. Chaque élément est un symbole qui ajoutés permettront d'assembler l'histoire.
Le pouvoir principal du garçon est sa voix. Il peut également porter certains objets ou modifier des éléments de décors grâce à des viseurs permettant de changer de « points de vue ». Le mécanisme jour-nuit permet d'utiliser des jeux de lumière afin d'influencer le gameplay ainsi que l'aspect visuel.
Au cours du développement du jeu, certains aspects du jeu ont été retirés comme la survie, le besoin de manger, de boire, l'endurance et les statistiques de la santé.

## Accueil
Rime a généralement reçu des critiques positives au moment de sa publication. Les graphismes et la musique ont été salués pour leurs beauté. Cependant, le jeu a reçu des avis négatifs pour ses énigmes parfois trop simple, le manque d'orientation pour le joueur, et les importantes similitudes avec d'autres jeux comme The Last Guardian. Cependant, certains le trouvent moins frustrant et plus maniable que ses références. IGN attribue à Rime une note de 6,5 sur 10, décrivant le jeu comme « beau, mais peu profond ».
GameSpot a mis une note de 6 sur 10, en disant : « Bien que Rime semble magnifique, sa splendeur visuelle est gâchée par des casse-tête frustrants et peu intéressants, et une histoire incompréhensible, ce qui signifie que l'on passe plus de temps à chercher où aller que de profiter du paysage. »